# Józefów (powiat stalowowolski)
Józefów – kolonia w Polsce położona w województwie podkarpackim, w powiecie stalowowolskim, w gminie Zaklików.
W latach 1975–1998 miejscowość należała administracyjnie do województwa tarnobrzeskiego.
Józefów jest najdalej na północ wysuniętą wsią województwa podkarpackiego (50°48'58 N).